# فرانک سالی
فرانک سالی (انگلیسی: Frank Sully؛ ۱۷ ژوئن ۱۹۰۸ – ۱۷ دسامبر ۱۹۷۵) هنرپیشه اهل ایالات متحده آمریکا بود.

## فیلم‌شناسی بخشی
- جوانان مبارز (۱۹۳۵)
- تئودورا وحشی می‌شود (۱۹۳۶)
- خشم (۱۹۳۶)
- ناخداهای دلیر (۱۹۳۷)
- دلفریب (۱۹۳۷)
- پرواز آزمایشی (۱۹۳۸)
- یه مرد لاغر دیگه (۱۹۳۹)
- خوشه‌های خشم (۱۹۴۰)
- احمق آمریکایی خوش‌تیپ (۱۹۴۲)
- هرچه بیشتر، خوشحال‌تر (۱۹۴۳)
- بازگشت طولانی جونز (۱۹۴۵)
- ترغیب دوستانه (۱۹۵۶)
- تلاش واپسین (۱۹۵۸)
- آلوارز کلی (۱۹۶۶)
- دختر شوخ (۱۹۶۸)